# Madleinlawine
Die Madleinlawine ist ein Lawinenstrich im Paznaun in Tirol. Die Lawine bedroht den Ort Ischgl und führte regelmäßig zu schweren Verwüstungen im Ort. Sie wurde mit einer Lawinenverbauung aufwändig gesichert.

## Orographie und Meteorologie
Die Madleinalpe ist ein Hochtal des Verwall nordöstlich über Ischl im engen Tal der Trisanna, dem Paznaun. Besonders die beiden talseitigen Flanken des Karkessels fallen steil ab: Das Mutmanör liegt orographisch links (von Tal aus rechts) auf um die 2600 m, der Felsgipfel darüber ist 2723 m ü. A. hoch. Der Katzenkrätzer ist rechts (links) am Lattenkopf (2454 m ü. A.).
Diesen beiden Hänge sind die Anrisszonen einer Lawine, die regelmäßig durch das untere Tal des Madleinbach abgeht und Madleinlawine genannt wird (Kataster-Nr. 7060805). Fällt diese Lawine besonders mächtig aus, bedroht sie direkt den Ort Ischgl (1376 m ü. A.), wo der Madleinbach in die Trisanna mündet. Sie überspringt dann im schmalen Talboden die Trisanna und erreicht das Ortszentrum.
Ein weiterer Lawinenstrich vom Lattenkopf, die Bischgraben-Lawine, geht taleinwärts vom Lattenkopf ab. Talauswärt trennt die Innere Pfann Ischgl und Innerversahl von Versahl.
Diese drei Lawinen engen den Siedlungsraum des sich durch Tourismus stark entwickelnden Ort nördlich und westlich ein – zusammen mit der Hochwasser- und Murengefahr der Trisanna durch den Ort und vom Fimbabach von Süden, da der Ort auf dessen Schwemmkegel erbaut ist.
Das sonst von den Nordalpen vergleichsweise geschützte Paznaun wird besonders bei stürmischen Staulagen betroffen, die die Schneefälle meist über Vorarlberg her einbringen. Üblicherweise gehen an den Steilhängen die Lawinen recht schnell ab, bei stabilem Unterbau, großen Schneemengen in kurzer Zeit und Windverfrachtung bilden auch aber auch Großlawinen aus. Selbstauslösung entsteht dann entweder schon während der Niederschläge, aber auch bei einem nachfolgenden Föhn, wenn der Schnee schwer wird.

## Schadereignisse
Bedeutende Schadereignisse sind:
- 1817, 6. März: die erste offiziell registrierte Schadlawine.[1] Ein Staublawine deckte durch den Luftdruck etliche Häuser ab, zwei brannten ab.[3] Der Kirchturmhelm der Pfarrkirche steht seither etwas schief.[7] In den Tagen darauf wurden auch Innermathon und Unterschrofen getroffen.[7] (Nach dem Jahr ohne Sommer 1816, bedingt durch einen Vulkanausbruch in Indonesien – ein vulkanischer Winter – war auch der folgende Winter sehr streng)
- 1888, Faschingssonntag: Das Haus im Kichali wurde bis auf das Erdgeschoß fortgerissen.[7]
- 1951, 20. Jänner: die Madleinbach-Brücke zerstört.[3] (Dieser Lawinenwinter forderte in den ganzen Alpen an die 250 Opfer)
- 1952, 10. Februar 6:30: Das Haus Brosis im Kichali wurde von einer Staublawine völlig zerstört.[7]
- 1984, 9. Februar, 14:20:[8] Die Niederschlagsperiode kumulierte 170–270 cm.[9] Die Madlein verlegte die Bundesstraße, sprang über die Parkgarage und fuhr bis in das Ortszentrum, wo sie die Gemeindestraße erreichte.[1] Trotz schon bestehender Teilverbauung starb ein Mensch. (Der Lawinenwinter 1984 forderte im Alpenraum einige Todesopfer)

Weitere größere Abgänge waren
1892,
1919 (lange Schneefälle durch Südwetter 23./24. Dezember; sonst in Tirol Starkregen),
1935 (Schneefälle 31. Jänner – 6. Februar, dann Föhn; zahlreiche Lawinen in Tirol),
1939 (Jänner),
1941 (23. Jänner).
Im Lawinenwinter 1999, mit der Katastrophe von Galtür und Valzur (23./24. Februar, in der Gemeinde Ischgl allein gingen um die 40 Lawinen ins Tal), blieb die Madlein-Lawine dann schon vergleichsweise harmlos.

## Verbauung
Die hochgefährlichen Lawinenanrisszonen wurden über 35 Jahre sukzessive verbaut. Der gesamte freie Hang der Mutmanör, von der Baumgrenze um 2000 m bis hinauf auf 2700 m, wie auch der etwas weniger beitragende vordere Katzenkrätzer auf 2400 m, wurden mit einer Anbruchverbauung in Form von Stahl-Schneebrücken („Lawinenzäune“) versehen. Diese Verbauungen haben ein Ausmaß von 4,7 Hektar und einer gesamten Lauflänge von 14,14 km.
Dazu kommen zwei Lawinenleitdämme unterhalb von Mutmanör und ein  Steinschlagschutzdamm im Bereich der Jörgertal-Lawine (die kleinere Lawine talauswärts vor der Inneren Pfanntal). An Nebenarbeiten waren 11 Kilometer Erschließungswege zu errichten.
Weitere gut 19,5 Hektar wurden mit Lawinenschutzwald aufgeforstet.
Insgesamt wurden 12,6 Mio. Euro aufgewendet, dabei fielen 135.000 Handarbeitsstunden an. Die endgültige Kollaudierung fand am 3. August 2010 statt. Betraut wurde das Projekt von der Gebietsbauleitung Oberes Inntal der Wildbachverbauung (die.wildbach).
Für die Silvrettastraße (B188) ist ein Lawinentunnel direkt taleinwärts von Ischgl angedacht.